# Det Kongelige Danske Kunstakademis Skoler for Arkitektur, Design og Konservering - Arkitektskolen
Det Kongelige Danske Kunstakademis Skoler for Arkitektur, Design og Konservering - Arkitektskolen er en del af Det Kongelige Danske Kunstakademis Skoler for Arkitektur, Design og Konservering (KADK).
I 2011 fusionerede Kunstakademiets Arkitektskole med Danmarks Designskole og Kunstakademiets Konservatorskole til KADK.
Kunstakademiets Arkitektskole flyttede i 1996 fra en række adresser bag Kongens Nytorv til Holmen, hvor den sammen med bl.a. Rytmisk Musikkonservatorium, Statens Teaterskole, og Den Danske Filmskole udgør en campus med kunstneriske, kreative fag.
Arkitektskolen har i dag 4 institutter, der huser skolens uddannelsesprogrammer:
- Institut for Bygningskunst, By og Landskab
- Institut for Bygningskunst og Kultur
- Institut for Bygningskunst og Teknologi
- Institut for Bygningskunst og Design (fællesinstitut med Designskolen)

KADK udbyder 4 bachelorprogrammer og 13 kandidatprogrammer inden for arkitektur samt efteruddannelse inden for KADK's fagområder.
Skolens bibliotek er KADK's Bibliotek, der er dansk hovedfagbibliotek for arkitektur og dækker: arkitektur, design, konservering og scenekunst.

## Rektorer
Før 1974: Se Kunstakademiet
- (1974-1985) Tobias Faber
- (1985-1990) Bente Beedholm
- (1990-1996) Ebbe Melgaard
- (1996-1997) Hanne Marcussen
- (1997-2000) Thorkel Dahl
- (2000-2012) Sven Felding
- (2012-nu) Lene Dammand Lund

## Ekstern henvisning
- Find Kunstakademiets Arkitektskole på KADK's hjemmeside Arkiveret 25. september 2015 hos  Wayback Machine

|  | Denne artikel om en bygning eller et bygningsværk kan blive bedre, hvis der indsættes et (bedre) billede. Du kan hjælpe ved at afsøge Wikimedia Commons for et passende billede eller lægge et op på Wikimedia Commons med en af de tilladte licenser og indsætte det i artiklen. |

55°40′54″N 12°36′14″Ø / 55.68167°N 12.60389°Ø